# Ciencias naturales (película)
Ciencias naturales es una película dramática argentina de 2014 escrita, dirigida y producida por Matías Lucchesi. La película está protagonizada por Paula Hertzog y Paola Barrientos. La película hizo su aparición en cartelera el 3 de septiembre del mismo año.

## Sinopsis
Lila, una niña de 12 años, siente la profunda necesidad de conocer su verdadera identidad . No sabe quién es su padre y está dispuesta a cualquier cosa para encontrarlo. Lila pasa sus días en una escuela rural alejada de todo. La hostilidad del invierno, sus pocos recursos y la lejanía hacen que ese deseo se vuelva inalcanzable. Una madrugada Lila decide escapar de la escuela y de su madre con una pequeña chapita como única pista. Su maestra la descubre pero decide ayudarla. Juntas emprenden un viaje que cambiará sus vidas.

## Premios y nominaciones

### Participación en festivales de cine
La película participó en una amplia gama de festivales alrededor del mundo entre los que se encuentran el Festival de Berlín, Festival de Miami, Festival de Seattle, Festival de Los Ángeles, Festival de São Paulo, Festival de Palm Springs, el BAFICI, entre otra decena de festivales.

### Premios Sur
La décima edición de los Premios Sur se llevó a cabo el 24 de noviembre de 2015.
| Año  | Categoría         | Nominado        | Resultado |
| ---- | ----------------- | --------------- | --------- |
| 2015 | Mejor ópera prima | Matías Lucchesi | Ganador   |

### Premios Cóndor de Plata
La 64° edición de los Premios Cóndor de Plata se llevará a cabo en octubre de 2016.
| Año  | Categoría                 | Nominado                       | Resultado |
| ---- | ------------------------- | ------------------------------ | --------- |
| 2016 | Mejor ópera prima         | Matías Lucchesi                | Ganador   |
| 2016 | Mejor revelación femenina | Paola Barrientos               | Ganador   |
| 2016 | Mejor revelación femenina | Paula Hertzog                  | Nominado  |
| 2016 | Mejor guion original      | Matías Lucchesi Gonzalo Salaya | Nominado  |

### Premios Platino
| Año  | Categoría                    | Resultado |
| ---- | ---------------------------- | --------- |
| 2015 | Mejor Ópera Prima de Ficción | Nominada  |